# Ащилисай
Ащилиса́й (каз. Ащылысай) — село у складі Каргалинського району Актюбінської області Казахстану. Адміністративний центр Ащилисайського сільського округу.
До 2009 року село називалось Григор'євка.
Населення — 784 особи (2021; 931 у 2009, 1102 у 1999, 1446 у 1989).